# 80.002
80.002は、ソビエト連邦で設計されたAKプラットフォームベースのアサルトライフルとグレネードランチャーを一体化した複合火器であり、個人主体戦闘武器（OICW: Objective Individual Combat Weapon）の先駆的存在でもある。V.Minaev、VI Chelikin、GA Janらによって設計された。カラシニコフとの主な違いは、通常の5.45mm弾用銃身の横に12.7mmグレネード弾用銃身が併設されている点である。